# Allée des Mauves
L'allée des Mauves est une voie du 20e arrondissement de Paris, en France.

## Situation et accès
L'allée des Mauves est une voie privée située dans le 20e arrondissement de Paris. Elle débute au 72, rue Saint-Blaise et se termine en impasse.

## Origine du nom

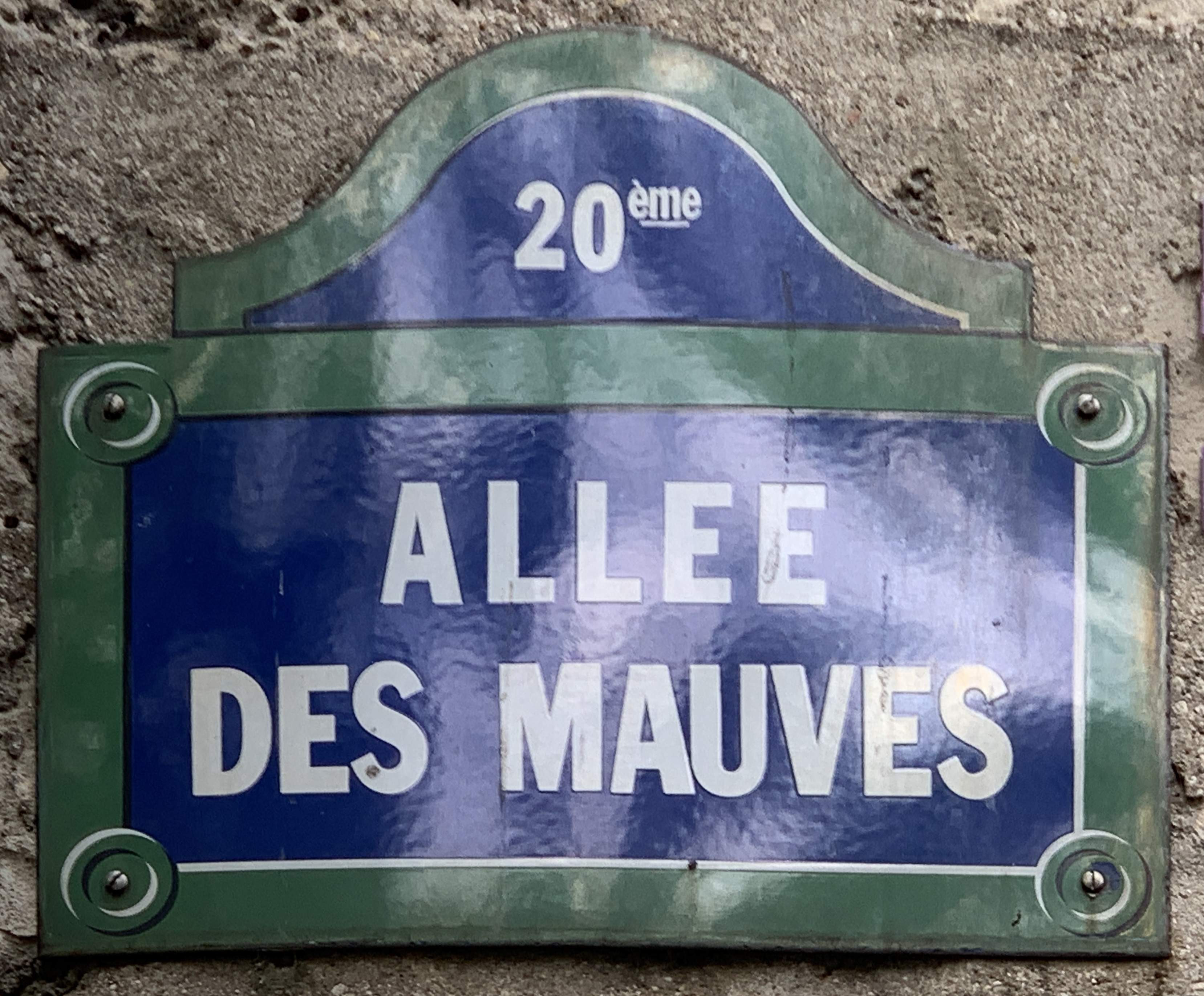
Plaque de l'allée.

L'origine du nom de cette voie est inconnue.

## Historique
Cette voie intérieure en impasse reçut sa dénomination actuelle par un décret municipal du 2 février 1984. 